# Das Blatt
Das Blatt war eine überregional erscheinende Wochenzeitung der Wendezeit, die von Februar 1990 bis Februar 1991 von Helfried Schreiter in Ostberlin herausgegeben wurde.
Finanziert wurde die wöchentlich erscheinende Zeitung im schwarz-weiß-roter Aufmachung von der SED-PDS.
In der Redaktion und Belegschaft herrschte eine Aufbruchstimmung, man hatte die journalistische Diktatur aus der DDR überwunden und orientierte sich an westlichen Themen und Inhalten, beispielsweise dem Spiegel.
Berichte über ostdeutsche Prominente Lothar de Maizière, Gregor Gysi, aber auch Dean Reed, Jochen Kowalski, Jalda Rebling und Ratgeber-Beiträge (über den Arbeiter-Samariter-Bund) füllten die Seiten. Aber es gab auch Klatsch, wie über das Bernsteinzimmer.
Die Macher versuchten, eine oppositionelle Sicht auf die allgemeine Einheitsbegeisterung zu publizieren, zum Beispiel mit dem „Schwarzen Blatt“ – einer Ausgabe speziell zum 3. Oktober 1990 – und mit Beiträgen über den Einsatz der Westberliner Polizei gegen die Hausbesetzer in der Ostberliner Mainzer Straße. Man versuchte, in die Richtung eines dritten Weges zu schreiben und zu drucken.
Nach einigen Monaten zeigte sich, dass das redaktionelle Konzept nicht aufging, die Verkaufszahlen blieben unter den Erwartungen. Helfried Schreiter versuchte sich noch mit dem Blatt für die Frau und dem Super-Ossi und stellte die Zeitung Das Blatt schließlich ein.